# Néstor Hernando Parra
Néstor Hernando Parra Escobar, más conocido como Néstor Hernando Parra (Honda (Tolima), 7 de mayo de 1931), es un diplomático, ensayista y educador colombiano, quien es uno de los fundadores de la Universidad de Ibagué.

## Educador
Sobre Néstor Hernando Parra, quien acredita "larga trayectoria en el quehacer universitario colombiano e internacional", el expresidente Carlos Lleras Restrepo afirmó:

No son muchos los políticos colombianos que han estudiado los problemas de la educación y que han tenido participación activa en la creación o reforma de instituciones de enseñanza. El caso de Néstor Hernando Parra es una excepción afortunada... Desde la Presidencia de la República pude conocer cómo el doctor Parra, en su calidad de Gobernador del Tolima, su departamento, daba preferente atención al ramo educativo en sus diversos grados y esa acción personal fue complemento inapreciable de sus lecturas
Carlos Lleras Restrepo

## Promotor de organizaciones
Por iniciativa de Néstor Hernando Parra, «En 1964, ...fue creada la Asociación para el Desarrollo del Tolima y en 1981 el Comité de Gremios Económicos». Así  mismo, ha sido cofundador de la Sociedad Económica de Amigos del País de Colombia en 1956 y la Corporación Tecnológica de Educación del Norte del Tolima en 1981.

## Ensayos
- Hacia el desarrollo de la economía latinoamericana. Trabajo de grado (1953). Bogotá: Universidad Libre.
- Liberalismo, neoliberalismo, socialismo : el retorno a la ideología política (1983). Bogotá: Editorial no identificada.
- Los cambios constitucionales. Análisis político de la nueva Constitución (1992). Bogotá: Linotipia Bolívar.
- Temas para el análisis de la educación superior en Colombia : testimonio sobre su evolución durante los últimos tres decenios (1993). Bogotá: Linotipia Bolívar.
- Entre la Democracia y la Barbarie. Colombia dos siglos en busca de gobernabilidad (2003) en: Reflexión Política. Volumen 5, número 10.
- ¿Se cumplirán los objetivos del Milenio? (2006) en: BOLETIN No. 9 Enero-febrero de 2006. Bogotá: Observatorio sobre Desarrollo Humano en Colombia/Fundación Universidad Autónoma de Colombia.
- Revolución Tecnológica y Democracia Del Conocimiento: Por una Universidad Innovadora (2015). España: Amazon.es en coautoría con Francisco Arenas-Dolz.